# Marbleton (Wyoming)
Marbleton város az USA Wyoming államában, Sublette megyében. Lakosainak száma 861 fő (2020. április 1.).

## Népesség
A település népességének változása:

| 2010 | 1 094 |
| 2020 | 861   |